# Ni vu, ni connu (album)
Pour les articles homonymes, voir Ni vu, ni connu.
Albums de Anonymus
Stress
Ni vu, ni connu est le premier album du groupe Anonymus.
À l'époque de la sortie de Ni vu, ni connu, Anonymus est une formation jeune, mais dont la réputation sur scène est déjà bien établie.  En effet, Ni vu, ni connu s'est vendu à plus de 3000 copies avant sa sortie en magasins.  Une particularité de cet album est le double vocal du groupe.  De plus, tous les textes sont en français.

## Liste des morceaux
| 1.    | Cyclope           | 4:58 |
| 2.    | Crémoécrémoépas   | 4:48 |
| 3.    | Choisir ou moisir | 5:26 |
| 4.    | Mer noire         | 4:26 |
| 5.    | X                 | 4:55 |
| 6.    | Ni vu, ni connu   | 6:13 |
| 7.    | "Amen" toé        | 3:41 |
| 8.    | Prosternez-vous   | 4:20 |
| 9.    | Balle d'or        | 4:53 |
| 10.   | Obstinato         | 1:29 |
| 11.   | Démonomane        | 2:01 |
| 46:10 |                   |      |